# Norbert Hajnovský
Norbert Hajnovský (28. února 1828 Čáslav – 2. února 1909 Hradec Králové) byl český středoškolský pedagog, ředitel gymnázií, knihovník a autor atlasu.

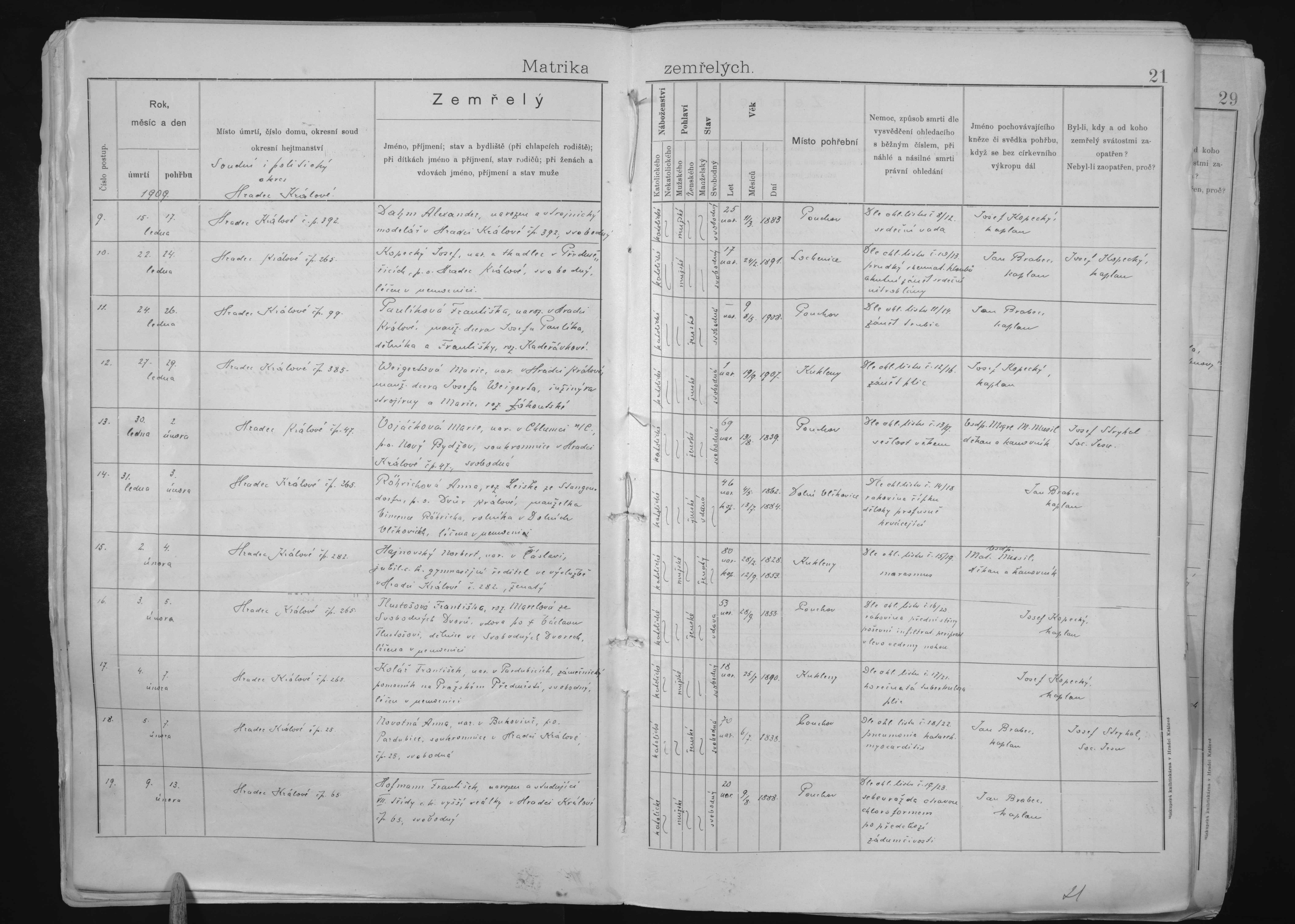
Zápis v matrice o Hajnovského úmrtí

Norbert Hajnovský se narodil v roce 1828 v Čáslavi. Věnoval se profesi pedagoga a nejprve od roku 1953 působil jako provizorní a od roku 1855 jako skutečný učitel na katolickém gymnáziu v Banské Bystrici. Vyučoval tam široké spektrum předmětů: latinu, němčinu, matematiku, dějepis i filozofickou propedeutiku. Od 1. listopadu 1853 převzal správu tamní gymnaziální knihovny a společně s dalším Čechem – provizorním učitelem Janem Křížem – z ní vyřadil nepotřebnou literaturu. Počet titulů se tak snížil na 282 ve 413 svazcích, ale ještě během téhož školního roku (1853/54) získal 25 nových děl nákupem a dalších 120 darem. Sám věnoval 8 publikací. V dalším školním roce pokračoval v transformaci knihovny tím, že ji rozdělil na učitelskou a žákovskou. Fond učitelské knihovny stále výrazně rozšiřoval, až měla v roce 1861 už 1649 svazků. Poté ale své působení na Slovensku ukončil a přesunul se do rodných Čech.
Pravděpodobně od školního roku 1861/62 učil na malostranském akademickém gymnáziu v Praze (učil zeměpis a dějepis). V dalším roce učil na staroměstském gymnáziu v Praze. V únoru 1863 byl jmenován skutečným učitelem na gymnáziu v Hradci Králové. Tam působil až do roku 1875, přičemž učil němčinu, latin, zeměpis a dějepis. V letech 1869–1875 tam spravoval i učitelskou knihovnu. V roce 1875 byl přeložen na gymnázium v Třeboni, aby se stal jeho ředitelem. Ředitelskou pozici v Třeboni v letech 1881–1889 vystřídal za stejnou funkci na gymnáziu v Mladé Boleslavi, kde rovněž učil zeměpis, dějepis a filozofii. Po odchodu do důchodu se odstěhoval do Hradce Králové, kde zemřel 2. února 1909. O dva dny později byl pochován na hřbitově v Kuklenách.
Přepracoval Historický zeměpisný atlas.
Norbert Hajnovský byl ženatý. Jeho syn MUDr. Jaroslav Hajnovský vystudoval mladoboleslavské gymnázium a stal se plukovním lékařem a velitelem vojenské nemocnice v Piešťanech.